# Rio Väike Emajõgi
O rio Väike Emajõgi é um rio do sul da Estônia. Possui 82 km de extensão e deságua no Lago Võrtsjärv.